# Белоглазый виреон
Белоглазый виреон (лат. Vireo griseus) — вид воробьинообразных птиц из семейства виреоновых.

## Распространение
Гнездятся в юго-восточной части США от Нью-Джерси на запад до северной части Миссури и на юг до Техаса и Флориды, а также на востоке Мексики, в северной части Центральной Америки, на Кубе и Багамах. Популяции, обитающие на принадлежащем США побережье Мексиканского залива, а также более южные оседлы, но большая часть североамериканских мигрируют на юг зимой.

## Описание
Длина тела 13—15 см. Голова и спинка серо-оливковые.

## Биология
Во время сезона размножения питаются почти исключительно насекомыми, в первую очередь гусеницами. Осенью и зимой едят насекомых и ягоды.
МСОП присвоил виду охранный статус LC.